# Fanerofyt
Fanerofyt er dannet ud fra to græske ord: Phaneros = "tydelig" og phytos = "plante", altså ordret: "den tydelige plante"
Disse planter overvintrer med forveddede dele (stammer, grene og knopper) over jorden. I daglig tale kaldes de vedplanter; træer, lianer og buske.